# Micranthes kermodei
Micranthes kermodei är en stenbräckeväxtart som först beskrevs av Harry Sm. och Wadhwa, och fick sitt nu gällande namn av Gornall och H.Ohba. Micranthes kermodei ingår i släktet rosettbräckor, och familjen stenbräckeväxter. Inga underarter finns listade i Catalogue of Life.